# Hogeschool Rotterdam

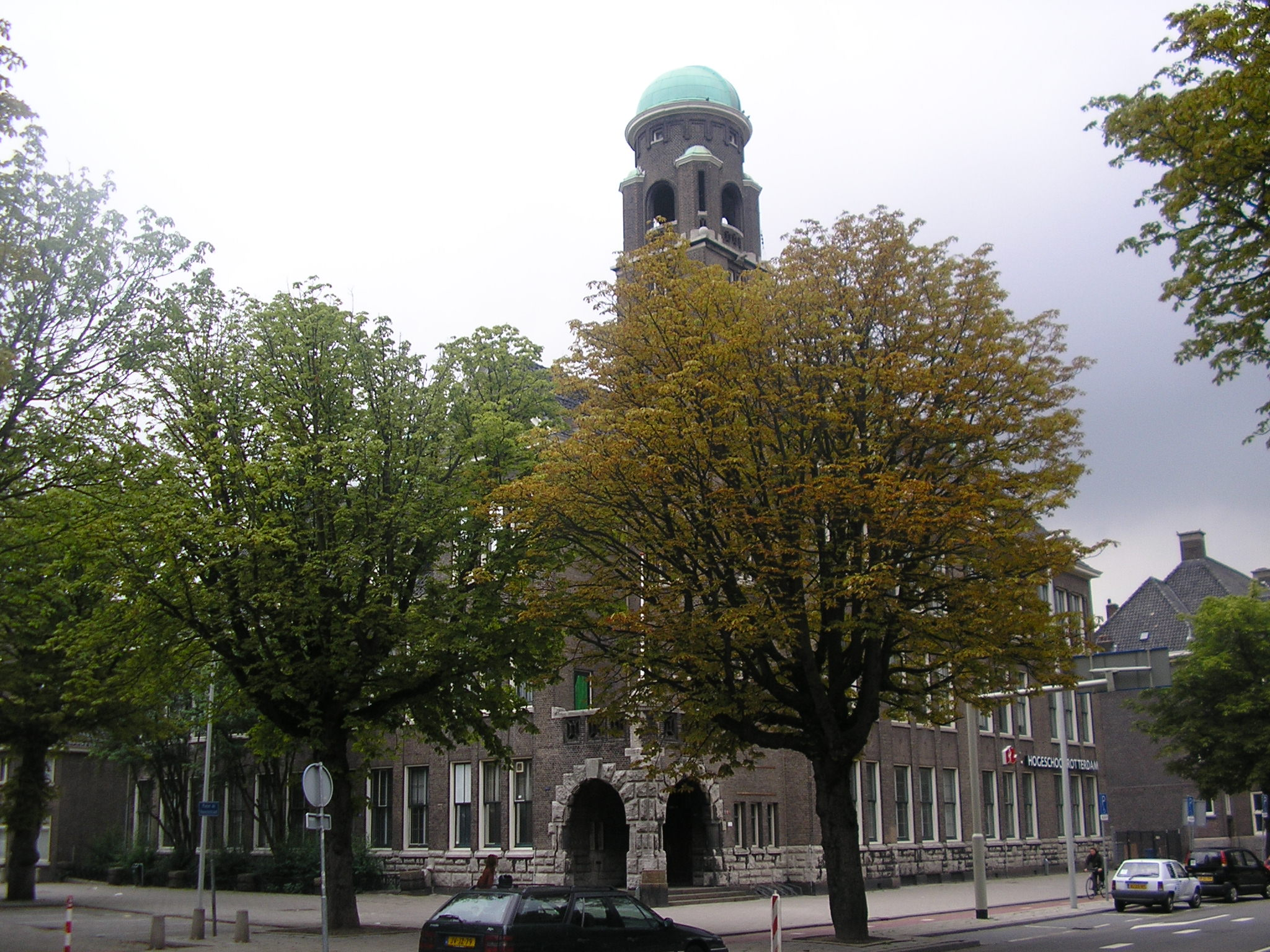
Hogeschool Rotterdam in het voormalig gebouw van de Zeevaartschool

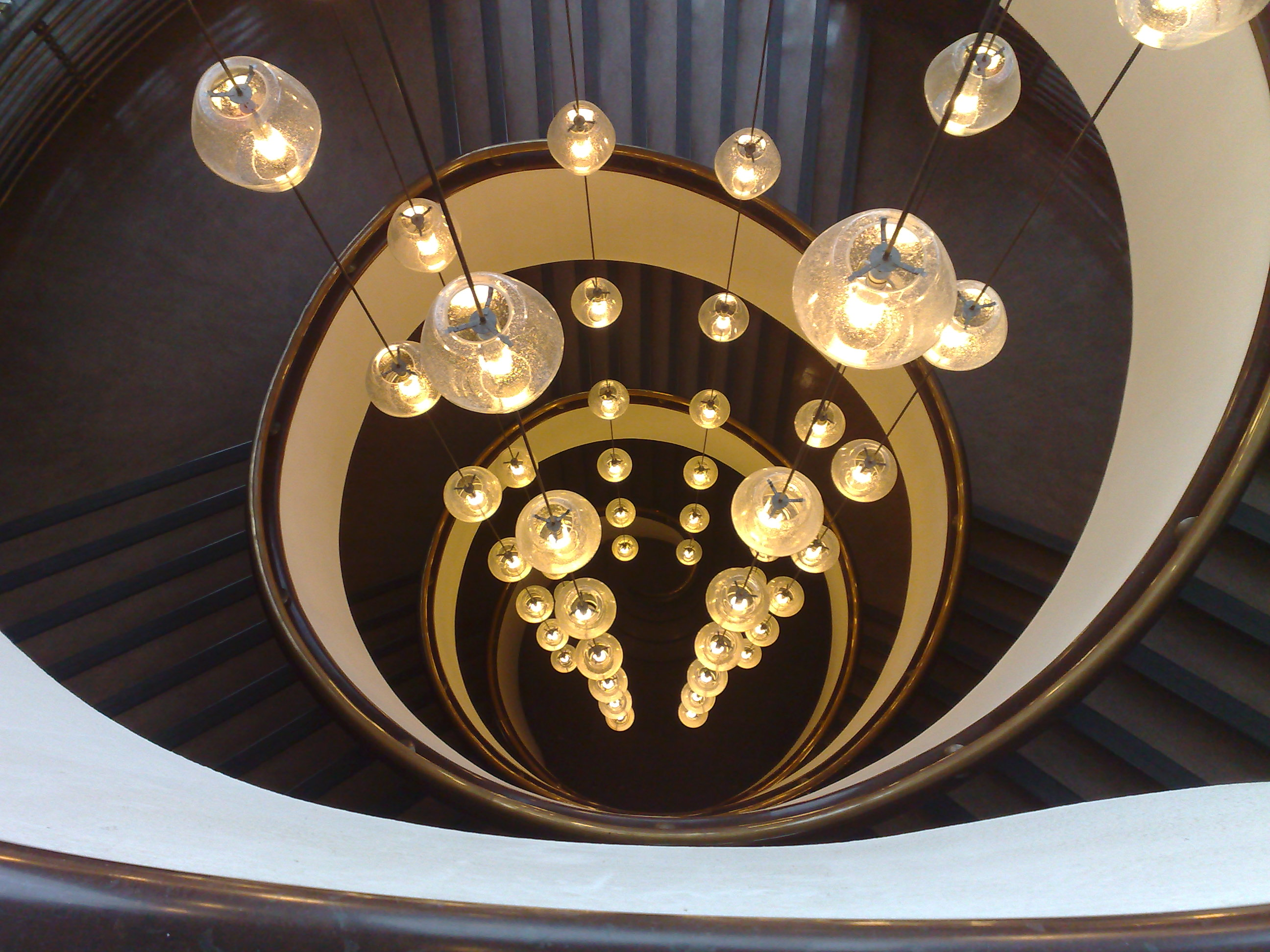
Trappenhuis hoofdlocatie Museumpark

Hogeschool Rotterdam (afgekort: HR) is een hogeschool in Rotterdam. Het onderwijsinstituut is ontstaan door een fusie van verschillende scholen uit de regio, in eerste instantie onder meer de HTS in Dordrecht en Rotterdam, het HLO te Delft en Lerarenopleiding Zuidwest-Nederland, ook afkomstig uit Delft. Later, in 2003, heeft de Hogeschool voor Economische Studies (de "HES") zich bij deze fusie aangesloten.
Toen de hogeschool nog bestond uit scholen op verschillende locaties ook buiten Rotterdam, noemde deze zichzelf: "Hogeschool Rotterdam en Omstreken" (HR&O of HRO). Later, toen uit financieel en organisatorisch oogpunt alle opleidingen werden verhuisd naar de havenstad, werd de instelling omgedoopt tot "Hogeschool Rotterdam". Internationaal noemt deze hogeschool zich "Rotterdam University of Applied Sciences".

## Locaties
Hogeschool Rotterdam is verspreid over verschillende locaties, te weten:
- Hoofdlocatie (Museumpark): De hoofdlocatie van de hogeschool is een gebouwcomplex dat bestaat uit twee gedeelten: de hoogbouw, hier bevindt zich de feitelijke hoofdingang tegenover metrostation Dijkzigt, en de laagbouw, hier bevindt zich de formele hoofdingang, aan het Museumpark. Het complex was het hoofdkantoor van de voedingsmiddelenfabrikant Unilever tot de verhuizing naar het Weena in 1993. Vooral in de laagbouw zijn daar nog vele sporen van te vinden. Bekend is onder meer het trappenhuis dat destijds, in 1930, door Gispen is ontworpen.

Andere locaties in Rotterdam op alfabetische volgorde
- Locatie Academieplein: de locatie aan het Academieplein is het oude gebouw van de HTS. Aanvankelijk heette deze school: Academie van Beeldende Kunsten en Technische Wetenschappen, later is deze gesplitst in de HTS en de Kunstacademie. De ingenieursopleidingen van de huidige HTS en het HLO worden voor een deel verzorgd op deze locatie.
- Locatie Blaak: Hier is de Willem de Kooning Academie gevestigd welke staat aan de Blaak, tegenover het ondergrondse trein- en metrostation Blaak op de hoek met de André van der Louwbrug, niet ver van het Witte Huis en de Oude Haven. De locatie Blaak is aan de achterzijde door middel van een loopbrug verbonden met locatie Wijnhaven 61.
- Locatie Kralingse Zoom: De voormalige Hogere Economische School (HES) staat aan de Kralingse Zoom 91. Zoals de naam doet vermoeden, worden hier vooral de (bedrijfs-)economisch gerichte studies gegeven. Vanuit de hogeschool werd bezwaar gemaakt tegen de oudere naamgeving, (Hogeschool voor Economische Studies) vandaar dat de naam Hogere Economische Studies is bedacht, daar de afkorting HES nog steeds een goede naam heeft. Daar het gebouw op het terrein van Woudestein van de Erasmus Universiteit staat, werd op de gevel nadrukkelijk het adres "Kralingse Zoom 91" gevoerd.
- Locatie Lloydstraat: onderdeel van het Scheepvaart en transport college(STC)
- Locatie Max Euwelaan: in dit gebouw zijn alle sportmarketinggerelateerde studies gehuisvest. De locatie bevindt zich tegenover het HES/Kralingse Zoom 91-pand. Op deze locatie zijn alle lokalen vernoemd naar topsporters als Inge de Bruijn en Franciscio Elson.
- Locatie Pieter de Hoochweg: het oude gebouw van de Zeevaartschool. Sinds september 2017 zijn hier tijdelijk de opleidingen Industrieel Product Ontwerpen (IPO), Mens en Techniek / Gezondheidszorg Technologie en de Rotterdamse Academie van Bouwkunst gevestigd.
- Locatie RDM: een aantal van de technische opleidingen is hier gevestigd, zoals Autotechniek, Industrieel Product Ontwerpen.
- Locatie Rochussenstraat: In dit gebouw bevinden zich de meeste stafdiensten van Hogeschool Rotterdam. Daarnaast worden hier de opleidingen op het gebied van gezondheidszorg gegeven.
- Locatie Wijnhaven: deze locatie bestaat uit drie gebouwen op Wijnhaven 61, 99 en 107. Hier zijn de studies van het Instituut voor Communicatie, Media en Informatietechnologie en de studie Leisure management gevestigd.

## Opleidingen
Hogeschool Rotterdam heeft zo'n tachtig opleidingen, die verdeeld zijn over diverse gebouwen in heel Rotterdam. Er zijn diverse instituten, in het:
- Instituut voor Lerarenopleidingen (IvL): bevinden zich alle lerarenopleidingen, inclusief de  PABO. IvL wordt ook onderverdeeld in LERO (lerarenopleidingen) en PABO.
- Instituut voor Sociale opleidingen (ISO): bevinden zich de bacheloropleiding Social Work en de masters Pedagogiek en Begeleidingskunde.
- Instituut voor Gebouwde omgeving (IGO): bevinden zich de opleidingen die te maken hebben met de bouw (bouwkunde, etc)
- Engineering and applied sciences (EAS): bevinden de ingenieursopleidingen.
- Instituut voor Gezondheidszorg (IVG): bevinden zich de gezondheidszorgopleidingen.
- Rotterdam Business School (RBS): bevinden zich de businessopleidingen.
- Instituut voor Bedrijfskunde (IBK): is in 2019 samengevoegd met RBS.
- Commercieel Management (COM): bevinden zich de commerciële opleidingen.
- Instituut voor Financieel Management (IFM): is in 2019 samengevoegd met RBS.
- Communicatie, Media en Informatietechnologie (afgekort CMI): bevinden zich de opleidingen die te maken hebben met communicatie, media en informatietechnologie.
- Rotterdam Academy (RAC): alle associate degree opleidingen bevinden zich onder dit instituut.
- Willem de Kooning Academie (WdKA): kunstopleidingen.
- Rotterdamse Academie van Bouwkunst (RAvB): masteropleidingen architectuur en stedenbouw.